# Code Verlant
Ne doit pas être confondu avec verlan.
Le code Verlant est un système de signalisation ferroviaire notamment adopté en France. Il fut inventé par Eugène Verlant, et systématisé en France à partir de 1936.

## Caractéristiques
La première Guerre mondiale a engendré de nombreuses pénétrations entre les réseaux des différentes compagnies, démontrant la nécessité d'unifier les signalisations disparates. La commission Verlant constituée en mai 1926 remet son rapport fin 1927 qui est approuvé par le ministre des Travaux publics le 1er juillet 1930. Son application, retardée pour des raisons financières, débute en 1931 pour ne s'achever qu'en 1936 par le réseau ferroviaire de l’Alsace et de la Moselle et sa signalisation héritée des chemins de fers allemands,.
Les principales caractéristiques du code Verlant sont l'adoption du vert pour signaler la voie libre (au lieu du blanc), le jaune pour annoncer l'arrêt (au lieu du vert) ou un ralentissement et le rouge pour marquer l'arrêt. La fin du feu blanc, remplacé par le feu vert, permet de limiter les confusions avec l'éclairage public ou d'autres lampes blanches proches des voies. Un autre avantage, en cas de casse du verre rouge du feu nocturne accompagnant un signal mécanique, la confusion avec un signal de voie libre disparaît.
Le code a aussi généralisé le principe de n'afficher que l'indication la plus impérative, ou les deux plus impératives si nécessaire, dans un souci de simplification et pour préparer le développement de la signalisation lumineuse,. Concernant la forme des signaux mécaniques, il ne peut y avoir deux formes signifiant deux informations différentes et différenciées que par leur couleur (par exemple un disque vert pour l'avertissement et un rouge pour l'arrêt), une forme est dorénavant associée à une couleur.
Pour le réseau Alsace-Lorraine, il a été décidé d'adapter l'existant en modifiant la forme du signal d'avertissement (rond jaune remplacé par un losange jaune) et de changer les couleurs des lampes nocturnes.
L'apparition de la signalisation lumineuse qui vient supplanter la signalisation mécanique supprime les signaux Alsace-Lorraine et accompagne l'arrivée des feux clignotants.

## Postérité
Le code Verlant a été repris par la quasi-totalité des autres pays ainsi que pour les feux routiers.